# 애틀랜타 호크스
애틀랜타 호크스(영어: Atlanta Hawks)는 미국 조지아주 애틀랜타를 연고지로 하는 NBA 동부 콘퍼런스 사우스이스트 디비전 소속 프로 농구 팀이다. 1946년 NBL 소속으로 창단했으며 3년 뒤인 1949년 NBA에 가입했다. 애틀랜타 호크스는 밥 페팃을 중심으로 1957~1958 시즌 결승에서 보스턴 셀틱스를 꺾고 첫 우승을 달성하였다.

## 역대 홈경기장

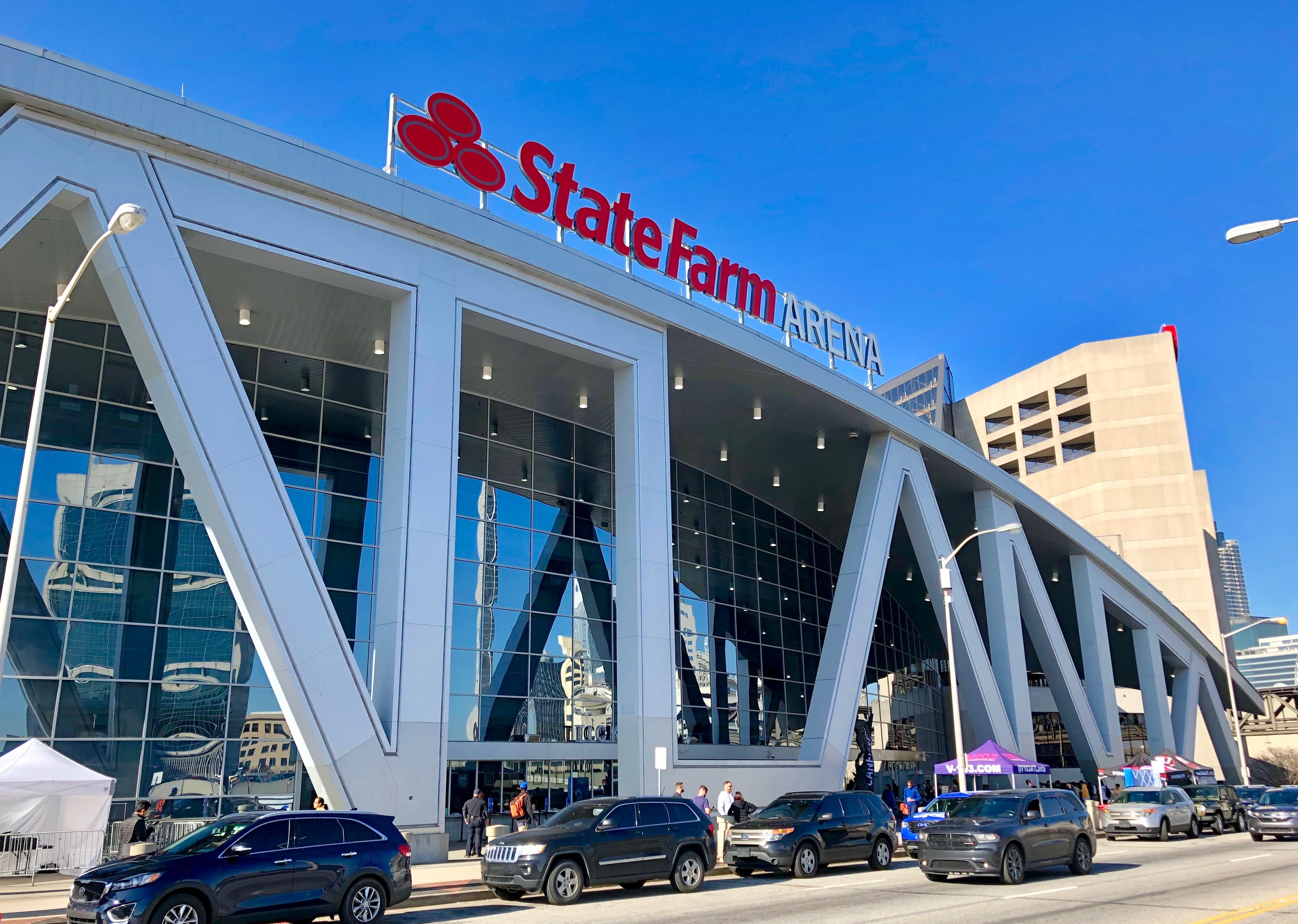
애틀랜타 호크스의 홈경기장인 스테이트팜 아레나

| 경기장                     | 사용기간      | 수용인원 | 장소                    | 비고                          |
| -------------------------- | ------------- | -------- | ----------------------- | ----------------------------- |
| 버펄로 바이슨스            |               |          |                         |                               |
| 버펄로 메모리얼 오디토리움 | 1946년        | 14,000명 | 뉴욕주 버펄로           | 빈칸                          |
| 트라이시티스 블랙호크스    |               |          |                         |                               |
| 와튼 필드하우스            | 1946년~1951년 | 7,250명  | 일리노이주 멀린         | 빈칸                          |
| 밀워키 호크스              |               |          |                         |                               |
| 밀워키 아레나              | 1951년~1955년 | 10,783명 | 위스콘신주 밀워키       | 빈칸                          |
| 세인트루이스 호크스        |               |          |                         |                               |
| 키엘 오디토리움            | 1955년~1968년 | 9,300명  | 미주리주 세인트루이스   | 빈칸                          |
| 세인트루이스 아레나        | 1955년~1968년 | 20,000명 | 미주리주 세인트루이스   | 제2홈경기장                   |
| 애틀랜타 호크스            |               |          |                         |                               |
| 알렉산더 메모리얼 콜리시엄 | 1968년~1972년 | 9,191명  | 조지아주 애틀랜타       | 빈칸                          |
| 옴니 콜리시엄              | 1972년~1997년 | 16,378명 | 조지아주 애틀랜타       | 빈칸                          |
| 레이크프론트 아레나        | 1984년~1985년 | 8,933명  | 루이지애나주 뉴올리언스 | 제2홈경기장                   |
| 조지아 돔                  | 1997년~1999년 | 71,228명 | 조지아주 애틀랜타       | 빈칸                          |
| 알렉산더 메모리얼 콜리시엄 | 1997년~1999년 | 9,191명  | 조지아주 애틀랜타       | 빈칸                          |
| 스테이트팜 아레나          | 1999년~현재   | 18,047명 | 조지아주 애틀랜타       | 필립스 아레나 (1999년~2018년) |

## 영구 결번
| 번호            | 이름            | 포지션 | 활동 기간     | 비고                           |
| --------------- | --------------- | ------ | ------------- | ------------------------------ |
| 애틀랜타 호크스 |                 |        |               |                                |
| 6               | 빌 러셀         | 센터   | 빈칸          | NBA 최초로 전 구단 영구결번됨. |
| 9               | 밥 페티트       | 포워드 | 1954년~1965년 | 빈칸                           |
| 21              | 도미니크 윌킨스 | 포워드 | 1983년~1994년 | 빈칸                           |
| 23              | 루 허드슨       | 포워드 | 1966년~1977년 | 빈칸                           |
| 55              | 디켐베 무톰보   | 센터   | 1996년~2001년 | 빈칸                           |
| 59              | 카심 리드       | 빈칸   | 2010년~2018년 | 전 (59대) 애틀랜타 시장        |
| 빈칸            | 테드 터너       | 빈칸   | 1977년~2001년 | 전 구단주                      |

## 라이벌
- 보스턴 셀틱스
- 올랜도 매직
- 새크라멘토 킹스

## 같이 보기
- 애틀랜타 드림